# Micromacronus leytensis
Micromacronus leytensis е вид птица от семейство Timaliidae.

## Разпространение
Видът е разпространен във Филипините.